# Veterans Memorial Bridge
Ne dois être confondu avec le Gramercy Bridge en Louisiane, dénommé officiellement « Veterans Memorial Bridge »
Le Veterans Memorial Bridge est un pont à haubans qui traverse la rivière Ohio entre les villes de Steubenville (Ohio) et Weirton (Virginie-Occidentale) aux États-Unis.
Sa construction a débuté en 1979 et il a été inauguré le 1er mai 1990.